# سونی اریکسون دبلیو۸۹۰آی
سونی اریکسون دبلیو۸۹۰آی (به انگلیسی: Sony Ericsson W890i) یک نمونه از گوشی‌های تلفن همراه سری دبلیو (به انگلیسی: W) شرکت سونی اریکسون می‌باشد که توسط همین شرکت به بازار عرضه شده‌است.